# Плеріон

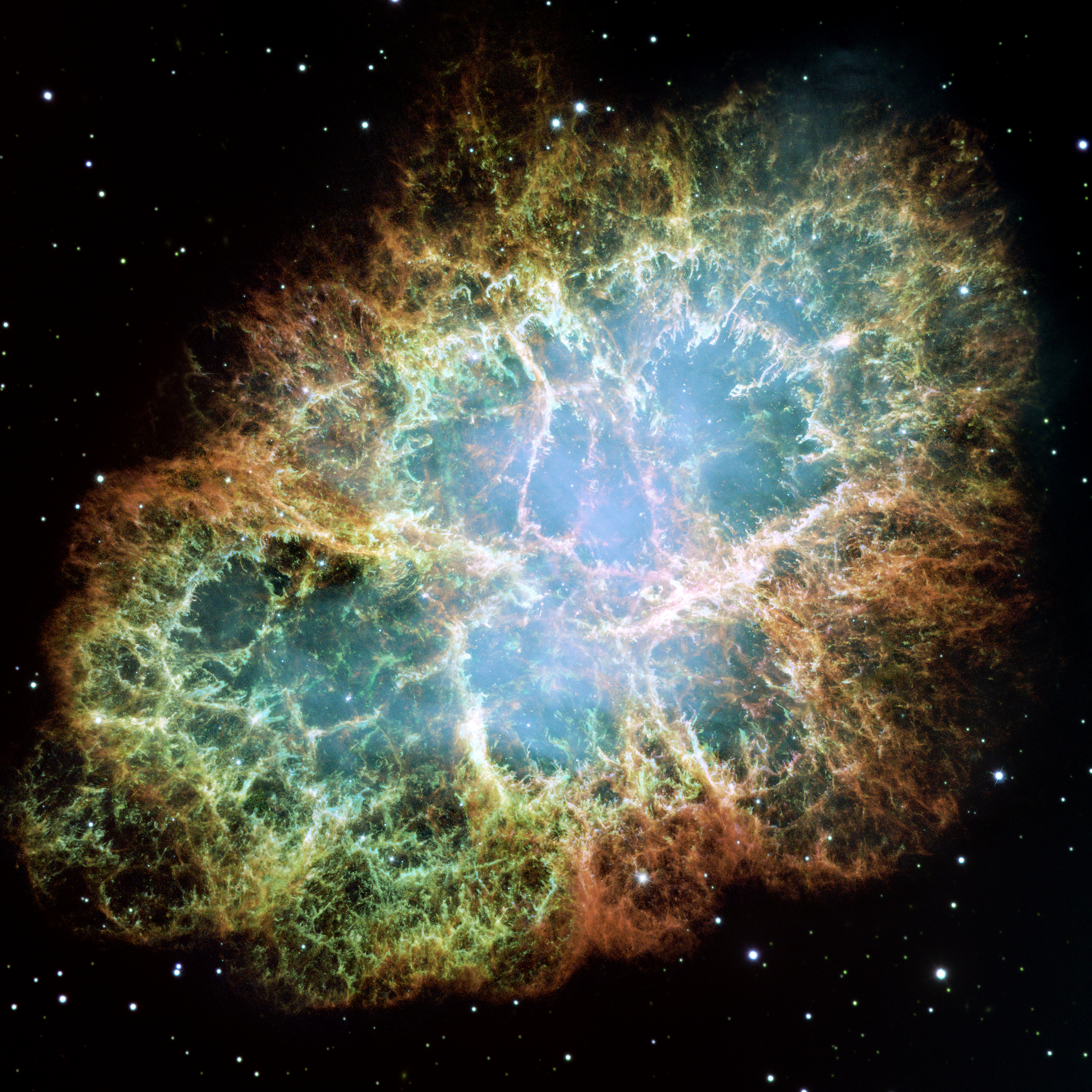
Крабоподібна туманність містить плеріон у своєму центрі

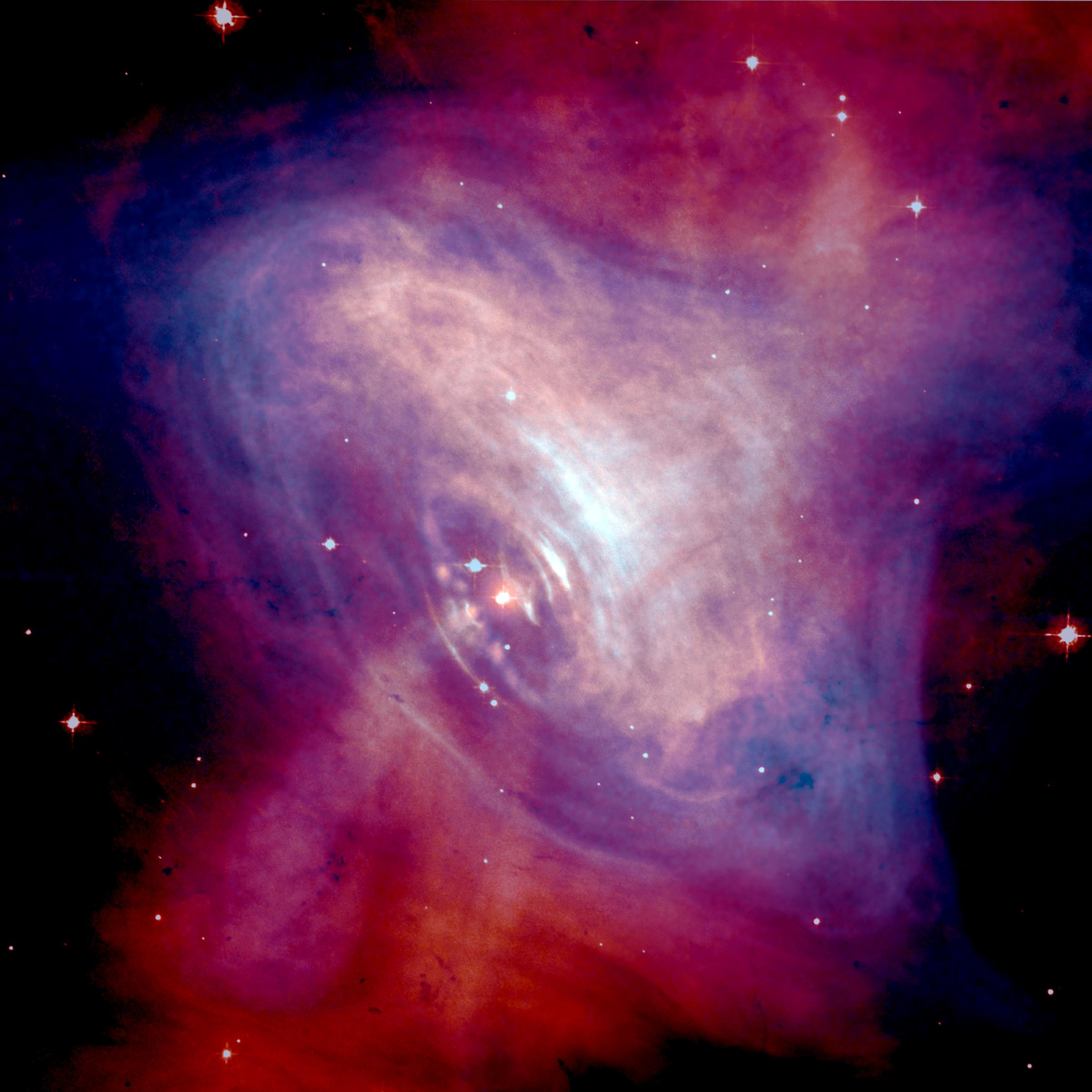
Плеріон у центрі Крабоподібної туманності. Комбіноване зображення у рентгенівських променях (показано блакитним кольором) та у видимому світлі (червоним кольором). Добре помітно, що розмір області, яка випромінює в рентгені, значно менший, ніж в оптичному діапазоні.

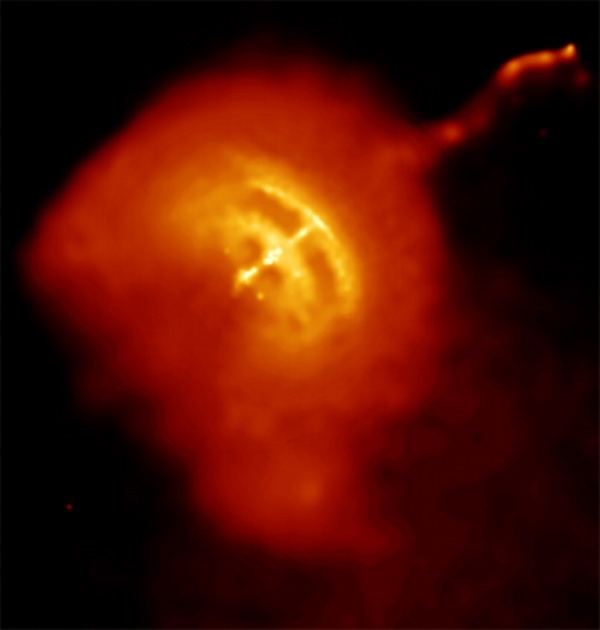
Пульсар Вітрил (у центрі) і плеріон навколо нього

Плеріони (від грец. πλεριος — «заповнений») — залишки наднових, які оточують молоді пульсари й живляться потоком релятивістських частинок, прискорених магнітним полем пульсара. Характерною особливістю плеріонів є зростання яскравості до центру туманності. Найвідомішим представником є Крабоподібна туманність.
Плеріони були виділені як клас об'єктів у 1976 році за їхнім радіовипромінюванням. Відтоді було встановлено, що вони є джерелами інфрачервоного, оптичного, міліметрового, рентгенівського та гамма-випромінювання. Зі 132 залишків наднових, відомих станом на 1996 рік, 11 класифікувались як плеріони.

## Еволюція плеріонів
Плеріони проходять в своїй еволюції кілька окремих фаз. Новий плеріон з’являється незабаром після утворення пульсара й зазвичай розташований всередині залишку наднової (наприклад Крабоподібної туманності або туманності всередині великого залишку наднової Вітрил). Коли плеріон старіє, залишок наднової розсіюється та зникає. Надалі, з послабленням пульсара, плеріон має перетворитися на залишок оболонкового типу навколо пульсара.

## Властивості плеріонів
Від пульсарів рухаються потоки заряджених частинок (плазми), прискорених до релятивістських швидкостей швидким обертанням надзвичайно сильних магнітних полів пульсара (понад 1 терагаус). Ці потоки частинок, так званий пульсарний вітер, зіштовхуються з навколишнім міжзоряним середовищем, створюючи стоячу ударну хвилю, на якій потік сповільнюється до субрелятивістської швидкості. За межами цього радіуса в намагніченому потоці збільшується синхротронне випромінювання.
Плеріони часто мають такі властивості:
- Зростання яскравості у напрямку до центру[1], без такої оболонкоподібної структури, яка спостерігається у залишках наднових.
- Сильна поляризація і плоский спектральний індекс в радіодіапазоні, α=0–0,3. В рентгенівському діапазоні спектральний індекс зростає до значень 2,3–3,3 (фотонний індекс 1,3–2,3) за рахунок втрат на синхротронне випромінювання.
- Розмір області рентгенівського випромінювання зазвичай менший за розмір областей радіо- та оптичного випромінювання (через менший час життя електронів з вищою енергією під дією синхротронного випромінювання)[7].
- Фотонний індекс ~2,3 у гамма-діапазоні при енергіях порядку ТеВ.

Плеріони можуть бути потужним інструментом для дослідження взаємодії пульсара з оточенням. Їхні властивості можна використовувати для визначення геометрії, енергетики та складу пульсарного вітру, космічної швидкості самого пульсара та властивостей навколишнього середовища.